# Josh Mahura
Joshua „Josh“ Mahura (* 5. Mai 1998 in St. Albert, Alberta) ist ein kanadischer Eishockeyspieler, der seit Juli 2024 bei den Seattle Kraken in der National Hockey League unter Vertrag steht. Mit den Florida Panthers gewann der Verteidiger in den Playoffs 2024 den Stanley Cup.

## Karriere
Josh Mahura wurde in St. Albert geboren und spielte in regionalen Nachwuchsligen, bevor er im Bantam Draft 2013 der Western Hockey League (WHL) an 36. Position von den Red Deer Rebels ausgewählt wurde. Nachdem er fast die gesamte Saison 2015/16 verletzungsbedingt verpasst hatte, nahm er mit dem Team 2016 an seinem ersten Memorial Cup teil. Anschließend wählten ihn die Anaheim Ducks im NHL Entry Draft 2016 an 85. Position aus. Im Januar 2017 transferierten ihn die Red Deer Rebels dann innerhalb der WHL zu den Regina Pats, mit denen er im selben Jahr das Finale der WHL-Playoffs um den Ed Chynoweth Cup erreichte. Dort unterlag man allerdings den Seattle Thunderbirds. Im Folgejahr nahm der Abwehrspieler mit Regina, abermals als Gastgeber, am Memorial Cup 2018 teil und musste dort im Endspiel ebenfalls eine Niederlage hinnehmen, gegen die Titan d’Acadie-Bathurst. Er persönlich wurde allerdings im All-Star Team des Turniers berücksichtigt, ebenso wie im WHL East Second All-Star Team.
Nachdem Mahura bereits im Mai 2017 einen Einstiegsvertrag bei den Anaheim Ducks unterzeichnet hatte, wechselte er nach Abschluss seiner Juniorenkarriere zur Saison 2018/19 fest in deren Organisation. Dort wurde er zunächst beim Farmteam, den San Diego Gulls, in der American Hockey League (AHL) eingesetzt, bevor er im November 2018 sein Debüt in der National Hockey League (NHL) für die Ducks gab. Im Laufe der folgenden Jahre konnte sich der Kanadier allerdings keinen dauerhaften Platz im NHL-Kader der Ducks sichern, sodass er weiterhin auch in der AHL zum Einsatz kam. Als er im Oktober 2022 erneut über den Waiver in die AHL geschickt werden sollte, übernahmen die Florida Panthers seinen Vertrag.
Bei den Panthers etablierte sich der Verteidiger prompt im NHL-Aufgebot und erreichte mit dem Team in den Playoffs 2023 das Finale um den Stanley Cup, unterlag dort jedoch den Vegas Golden Knights mit 1:4. Im Folgejahr gelang Florida erneut der Finaleinzug und durch einen 4:3-Erfolg über die Edmonton Oilers auch der erste Stanley-Cup-Gewinn der Franchise-Geschichte. Mahura hatte dabei einen Großteil der Spielzeit verletzungsbedingt verpasst und war in den Playoffs nicht zum Einsatz gekommen, mit einer Ausnahmeregelung wurde sein Name allerdings dennoch auf der Trophäe verewigt. Sein auslaufender Vertrag wurde anschließend bei den Panthers nicht verlängert, sodass er sich im Juli 2024 als Free Agent den Seattle Kraken anschloss.

### International
Auf internationaler Ebene vertrat Mahura sein Heimatland bisher nur beim Ivan Hlinka Memorial Tournament 2015, wo er mit der kanadischen Auswahl die Goldmedaille gewann.

## Erfolge und Auszeichnungen
- 2018 WHL East Second All-Star Team
- 2018 Memorial Cup All-Star Team
- 2021 AHL Pacific Division All-Star Team
- 2024 Stanley-Cup-Gewinn mit den Florida Panthers

### International
- 2015 Goldmedaille beim Ivan Hlinka Memorial Tournament

## Karrierestatistik
Stand: Ende der Saison 2024/25

### International
Vertrat Kanada bei:
- Ivan Hlinka Memorial Tournament 2015

(Legende zur Spielerstatistik: Sp oder GP = absolvierte Spiele; T oder G = erzielte Tore; V oder A = erzielte Assists; Pkt oder Pts = erzielte Scorerpunkte; SM oder PIM = erhaltene Strafminuten; +/− = Plus/Minus-Bilanz; PP = erzielte Überzahltore; SH = erzielte Unterzahltore; GW = erzielte Siegtore; 1 Play-downs/Relegation; Kursiv: Statistik nicht vollständig)